# DeCODE Genetics
deCODE Genetics (en islandais : Íslensk erfðagreining, c-à-d "Analyse génétique islandaise")  est une compagnie biopharmaceutique basée à Reykjavik. La compagnie applique ses découvertes en génétique à la création de médicaments. Elle a réussi à isoler des gènes responsables de maladies telles que certaines schizophrénies ou cancers.
L'isolation de gènes permet le développement de médicaments. Des études cliniques sont en cours pour des médicaments contre l'artériosclérose et l'asthme.
L'action était cotée NASDAQ sous le code DCGN.

## Histoire
Fondée en 1996 au Delaware aux États-Unis par le chercheur Kári Stefánsson ainsi que Jeffrey Gulcher, ayant comme but de pour cartographier le génome. La société Islandaise Decode Genetics a réussi à isoler celui de certaines schizophrénies ou cancers, puis identifié une mutation génétique protégeant de la maladie d'Alzheimer.
À la fin des années 1990, des sociétés de biotechnologies (Amgen, Genentech, Decode Genetics, Genset, Transgene) sont devenues célèbres grâce à un attrait pour les capitalisations boursières des jeunes sociétés sans équivalent dans l'histoire, qui finit en krach.
Avec l'aide du laboratoire pharmaceutique suisse Hoffmann-La Roche, DeCODE Genetics a persuadé le gouvernement islandais de lui louer 12 ans l'accès aux données génétiques d'un pays à la population génétiquement très homogène, où l'État civil est soigneusement tenu depuis la création en 1746 du Tabellverket chez le voisin suédois. La Cour suprême islandaise annule ce contrat, jugé anticonstitutionnel, en 2003. Decode Genetics sera rachetée par Amgen en décembre 2012, après avoir accumulé un demi-milliard de dollars de pertes depuis sa création, sans être parvenue à la rentabilité.
Le titre est retiré de cotation.